# 성균관대학교 축구부
성균관대학교 축구단(영어: Sungkyunkwan University Football Club)은 대한민국 경기도 수원시에 있는 축구단이다. 성균관대학교에서 운영하는 대학 축구단이며, 1946년에 창단되었다.

## 참고 문헌
- “KFA 통합경기정보 시스템”. 대한축구협회.
- 약속의 땅 통영 제59회 춘계대학축구연맹전 출전 선수 명단

## 같이 보기
- 성균관대학교